# Misantla
Misantla – miasto w Meksyku, w stanie Veracruz.